# Daud Radschha
Daud Radschha (arabisch داود راجحة, DMG Dāwud Rāǧiḥa; * 1947 in Damaskus; † 18. Juli 2012 ebenda) war ein syrischer Politiker. Zuletzt war er der Verteidigungsminister Syriens unter Präsident Baschar al-Assad.

## Leben
Radschha war ein Mitglied der Griechisch-orthodoxen Kirche.
Er absolvierte die Militärakademie, an der er 1967 mit dem Schwerpunkt Artillerie graduierte. Er wurde 1998 Generalleutnant und 2005 General.
Radschha war vom 3. Juni 2009 an Generalstabschef des Heeres, bis er am 8. August 2011 von al-Assad zum syrischen Verteidigungsminister ernannt wurde. Er ersetzte Ali Habib Mahmoud, der von Sanktionen der Europäischen Union betroffen war.
Radschha war eine der Personen, auf die am 19. Mai 2012 während eines Treffens hoher Beamter im Verlauf des Bürgerkriegs in Syrien laut der Freien Syrischen Armee (FSA) ein Giftanschlag verübt wurde. Die FSA benannte ihn ursprünglich als einen von sechs Getöteten, was sich aber später als falsch herausstellte.
Laut amtlichem Fernsehen starb Radschha am 18. Juli 2012 bei einem Selbstmordanschlag gegen das Regierungskabinett, das sich im Hauptquartier des Nationalen Sicherheitsamts aufhielt. Dabei wurden auch al-Assads Schwager Assif Schaukat und der Leiter der Krisenzelle zur Zerschlagung der Rebellion, General Hasan Turkmani, getötet. Am 20. Juli gab das staatliche Fernsehen bekannt, dass auch Geheimdienstchef General Hischam al-Ichtiyar seinen Verletzungen erlegen sei. Der Zustand des ebenfalls bei dem Anschlag verletzten Innenministers Mohammed asch-Schaar war anfangs ungeklärt; er hat überlebt.